# Varkensland

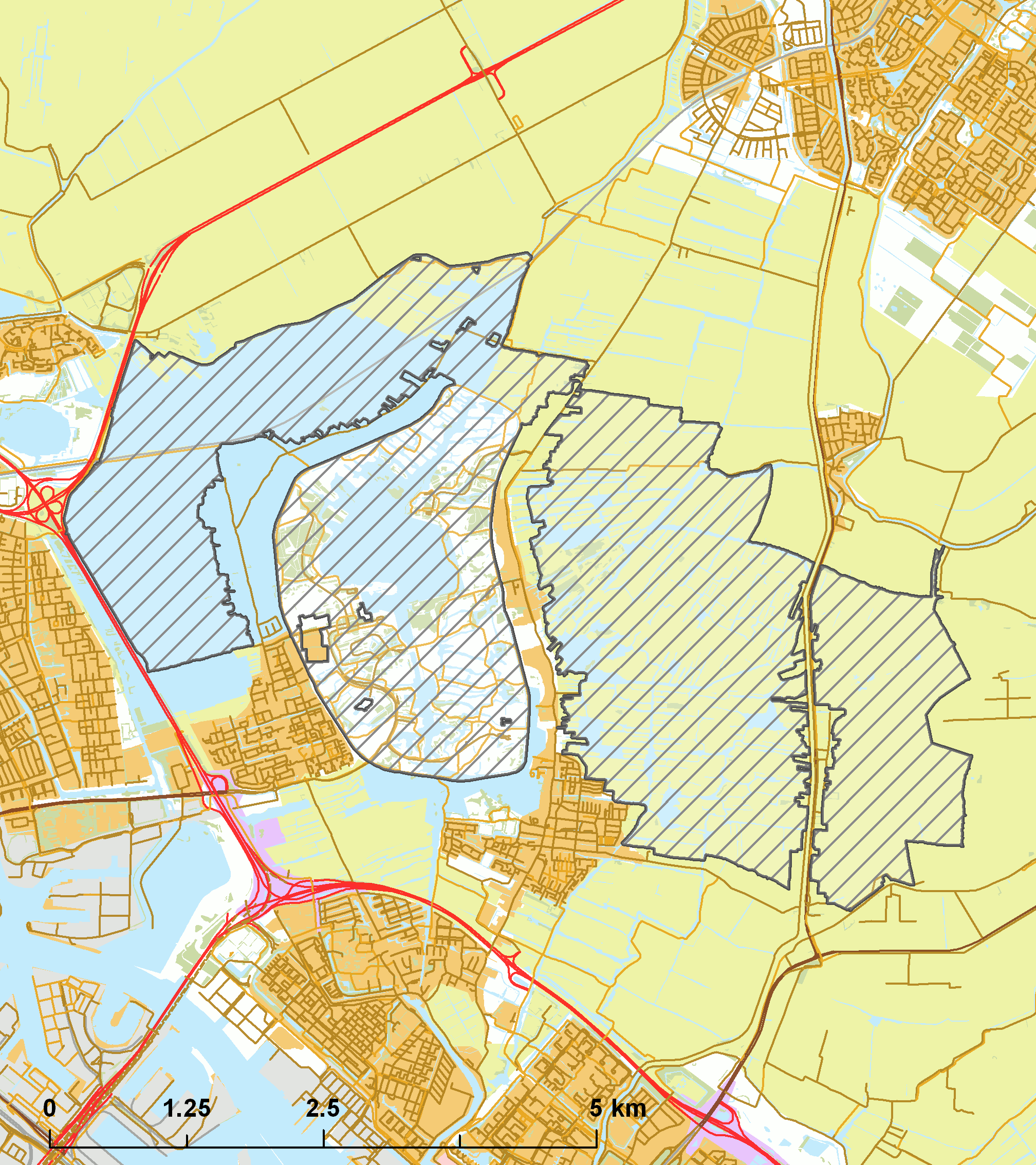
Het Varkensland (rechts)

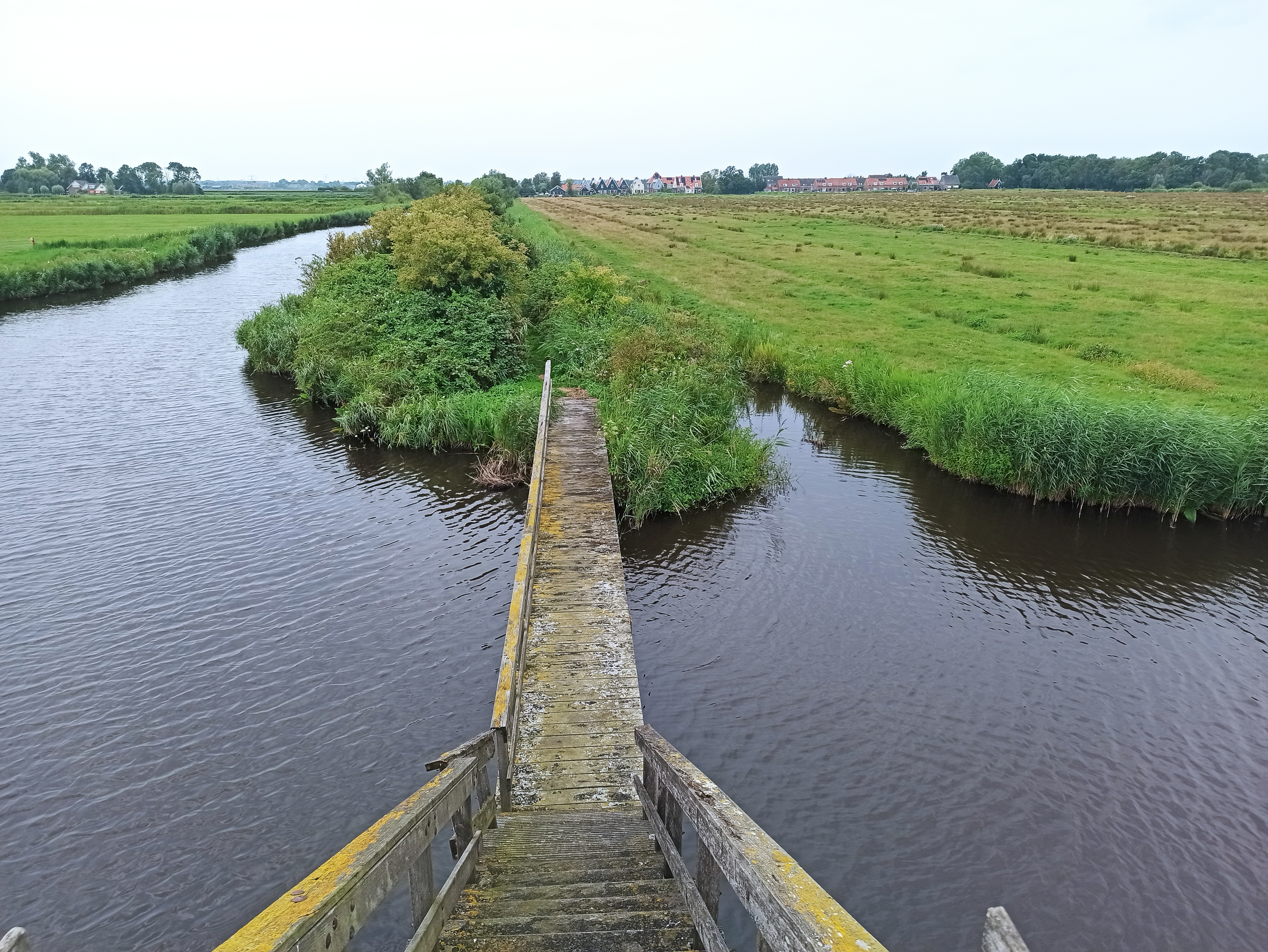
Het Trekvogelpad door Varkensland

Het Varkensland, ook bekend als het Watergangse veld,  is een natuurgebied in de gemeente Waterland, tussen de plaatsen Broek in Waterland, Ilpendam en Watergang, ten oosten van het Noordhollandsch Kanaal.  Het is een veenweidegebied met licht brak (zout bevattend) water.
Het oorspronkelijke hoogveengebied van het Varkensland en het Ilperveld werd in de 18e eeuw afgegraven (afgestoken) voor turfwinning (vervening).
Het Varkensland maakt tegenwoordig deel uit van het Natura 2000-gebied Ilperveld, Varkensland, Oostzanerveld & Twiske en is in eigendom van Staatsbosbeheer.
Het is een broed- en slaapgebied voor grutto's en andere weidevogels.
Het merendeel van het gebied wordt beheerd en bewerkt door plaatselijke boeren.
De Vogelrichtlijn en de Habitatrichtlijn zijn van toepassing.